# ロドニー・ハリソン
ロドニー・スコット・ハリソン（Rodney Scott Harrison、1972年12月15日- ）は、アメリカ合衆国イリノイ州マーカム出身の元NFL、アメリカンフットボール選手である。現役時代のポジションはストロングセイフティ(SS)で、ニューイングランド・ペイトリオッツ所属時にはチームのスーパーボウル連覇に貢献した。キャリアで30回以上のインターセプトとクォーターバック・サックをそれぞれ記録したNFL史上初の選手であり、2000年代のペイトリオッツ王朝を支えた中心選手の一人である。2度のプロボウルとオールプロ1stチーム選出を誇るが、そのハードヒットを駆使した激しいプレースタイルで幾度にわたり「NFLで最もダーティーな選手」と評された。現在はNBCでフットボール解説者を務めている。

## サンディエゴ・チャージャーズ
1994年のNFLドラフトにてAFC西地区に所属するサンディエゴ・チャージャーズから指名を受け入団。同年にチームはスーパーボウル初出場（第29回スーパーボウル）を果たすが、QBスティーブ・ヤングやWRジェリー・ライスを擁するサンフランシスコ・49ersに49-26で敗れた。2年目の1995年シーズンにはチームトップの5INTを奪う活躍をみせると、翌1996年からはスターターとして全試合に出場しチーム2位の125タックル、チームトップの5INTを記録した。1997年シーズンにはチームトップの132タックル、チーム2位の4サックを決めると、1998年シーズンにはチーム2位の114タックル、チーム3位の4サック、チーム2位タイの3INTを決める活躍でキャリア初のプロボウルとオールプロ選出を果たした。1999年シーズンは怪我で6試合の出場にとどまるも、翌2000年シーズンでチームトップの127タックル6INT、チーム2位タイの6サックを決め、これまででキャリア最高の成績を収めた。しかしチームは開幕から11連敗を喫すると、第13週でカンザスシティー・チーフスを相手に17-16で辛くも勝利したものの残り試合に全敗し、1勝15敗というチーム史上最低の成績に終わった。2001年シーズンもチームトップの118タックルを記録する活躍などで自身二度目のプロボウル選出を果たしたがチームは5勝11敗と低迷を続け、13試合の出場にとどまった翌2002年シーズン終了後にサラリーキャップの問題でチームからカットされた。
チャージャーズでの9年間でハリソンは123試合（97試合の先発）に出場し759タックル、26INT、21.5サックを記録するなど、LBジュニア・セアウと共にディフェンスの要として活躍したが、スターターとして活躍を始めた1996年シーズンからチームは低迷期を迎え、7シーズン連続でプレーオフ進出を逃すとこのシーズンを最後にハリソンとセアウはチームを離れた。

## ニューイングランド・ペイトリオッツ

### 2003年シーズン
フリーエージェントとなったハリソンはAFC東地区に所属するニューイングランド・ペイトリオッツと6年契約を結んだ。当時ペイトリオッツにはディフェンスの中心選手であり過去5シーズンで4度プロボウルに選出されたSロウヤー・ミロイが在籍していたが、チームはサラリーキャップの問題からシーズン開幕の5日前にミロイを放出し、その後ミロイは開幕戦の対戦相手であるバッファロー・ビルズと契約した。ファンから大きな信頼を得ていたミロイの放出には多くの疑問の声が寄せられた。ESPNの解説者トム・ジャクソンはペイトリオッツの選手たちはミロイの放出に大きな怒りを感じているとレポートし、「彼らは自分たちのヘッドコーチ（ビル・ベリチック）を嫌っている。」と発言した。その開幕戦でペイトリオッツは31-0の完敗を喫し、第4週のワシントン・レッドスキンズ戦でも破れ2勝2敗のスタートとなる。しかしそこからチームは快進撃をはじめ、第5週からレギュラーシーズン終了まで12連勝を果たし14勝2敗でAFC第1シードでプレーオフ進出を決めた。ハリソンはチームトップの94ソロタックルを含む127タックル、さらに3サック3INTを記録し自身2度目のオールプロ1stチームに選出された。
プレーオフ初戦のテネシー・タイタンズ戦では5タックルに加えTDにつながるINTを記録しチームは17-14で競り勝った。続くAFCチャンピオンシップゲームのインディアナポリス・コルツ戦でもエンドゾーン内でQBペイトン・マニングのパスをINTするなどチームトップの9タックル1ファンブルフォースの活躍を見せ、チームはハリソンが奪った2つのターンオーバーを含む計5つのターンオーバーをコルツオフェンスから奪い24-14で勝利した。カロライナ・パンサーズとの対戦となった第38回スーパーボウルでは試合終盤で腕を負傷し交代を余儀なくされるも、チームトップの9タックル（1サック）を記録した。試合は同点で迎えた試合時間残り1分8秒からペイトリオッツがQBトム・ブレイディを中心にFG圏内までボールを進め、最後はKアダム・ビナティエリが第36回スーパーボウルの再現となるウイニングFGを決め32-29で勝利を収めた。ハリソンはプロ10年目のシーズンにして初のスーパーボウル・リングを手にした。

### 2004年シーズン
プロボウルCBであるタイ・ローがシーズン絶望となるなどCB陣に怪我人が続出したチームの中でLBテディ・ブルースキ等と共にシーズン全試合に出場し、チームトップの141タックルに加え3サック2INTを記録する活躍でオールプロ2ndチームに選出された。開幕から6連勝を飾りNFL記録となる21連勝を果たすなど前シーズンからの好調を維持したチームは14勝2敗で2年連続の地区優勝を果たし、AFC第2シードでプレーオフに進出した。ディビジョナル・プレーオフでは昨年のプレーオフに続いてインディアナポリス・コルツと対戦し、ハリソンはチームトップの11タックルに加え1ファンブルフォース、さらに試合を決定付けるINTを決めるなどの活躍を見せた。ハリソンが奪った2つのターンオーバーを含む計3つのターンオーバーを奪ったペイトリオッツはQBペイトン・マニング率いるコルツのハイパーオフェンスをわずか3点に抑え20-3で勝利した。続くAFCチャンピオンシップゲームのピッツバーグ・スティーラーズ戦ではチームトップの9タックルに加え、第2Qにはベン・ロスリスバーガーのパスをINTすると87ヤードのリターンTDを決めた。前半で24-3と差をつけたペイトリオッツは後半もリードを保ち、リーグ最小失点のスティーラーズを41-27で破った。フィラデルフィア・イーグルスとの対戦となった第39回スーパーボウルでは試合に終止符を打つINTを決めるなど7タックル1サック2INTとMVP級の活躍をみせ、24-21の勝利に貢献した。ペイトリオッツはスーパーボウル連覇に加え、過去4年で3度目のスーパーボウル制覇を成し遂げたことから"Patriots Dynasty"、王朝を築きあげたといわれた。

### 2005年シーズンから2006年シーズン
NFL史上初の3連覇を目指したチームの中でプロ12年目のシーズンに突入したハリソンであったが、第3週のピッツバーグ・スティーラーズ戦で左足に前十字靭帯の損傷を含む大怪我を負ってしまい、わずか3試合の出場でシーズンエンドとなってしまった。また同じ試合でチーム不動のLTであったマット・ライトも怪我でシーズンエンドとなってしまい、その後もCB陣を中心に怪我人が続出したチームはディビジョナル・プレーオフでデンバー・ブロンコスに破れリーグ3連覇の偉業達成はならなかった。
大怪我からの復帰を目指した2006年シーズンはシーズン前の8月にフルパッドでの練習に復帰するなど順調な回復振りを見せ、開幕戦で復帰を果たすと第8週までの7試合すべてに先発出場し23タックル1サック1INTを決めるなど、チームの6勝1敗というスタートダッシュ成功に貢献した。しかし第9週のインディアナポリス・コルツ戦で肩を負傷すると、その後6試合の欠場を余儀なくされた。コルツ戦で敗れたチームは続くニューヨーク・ジェッツ戦でも破れ、2002年シーズン以来57試合なかった連敗を喫した。ハリソンは第16週のジャクソンビル・ジャガーズ戦で先発に復帰するも、シーズン最終週で右ひざを怪我してしまいシーズンを終えた。ハリソンを欠いたチームはプレーオフでAFC第1シードのサンディエゴ・チャージャーズを逆転で破るなど7年間で4度目のAFCチャンピオンシップゲーム出場を決めたが、そのチャンピオンシップゲームではこのシーズンにスーパーボウル制覇を成し遂げることになるインディアナポリス・コルツに逆転で破れスーパーボウル進出はならなかった。

### 2007年シーズン
薬物使用に関するリーグポリシーを犯したとして開幕から4試合の出場停止処分を科された。ハリソンはステロイドを使用したことは一度もないとしながらも、近年悩まされていた怪我からの回復を早めるために成長ホルモンを入手したことを認めた。
オフにWRランディ・モスを獲得するなど積極的な補強を行ったチームは開幕から連勝を続けると、ハリソンも出場停止明けの第5週から試合に出場し、第6週からはスターター復帰を果たすと第7週には8タックルと2試合連続となる1サックを記録した。第9週のインディアナポリス・コルツ戦では6タックル1INTを記録しライバル対決の勝利に貢献し、第14週のピッツバーグ・スティラーズ戦では自身2004年シーズン以来最高となる1試合11タックルを記録したほかエンドゾーン際での4thダウンギャンブルを阻止するなどの活躍で34-13の勝利に貢献した。圧倒的な攻撃力で連勝を続けたチームは無敗のままシーズン最終週のニューヨーク・ジャイアンツ戦を迎え、QBトム・ブレイディがNFL新記録となるシーズン50TDパス、WRランディー・モスが同じくNFL新記録となる23TDレシーブを決めるなどして38-35で逆転勝利をおさめ、シーズンが16試合制となってからは初となるレギュラーシーズン全勝の快挙を達成した。
自身2004年シーズン以来のポストシーズンゲームとなったディビジョナル・プレーオフではジャクソンビル・ジャガーズと対戦し、ハリソンは7タックルを決めたほか第4Q終盤に勝利を大きく引き寄せるINTを記録し31-20の勝利に貢献した。このINTはハリソン自身プレーオフゲーム4試合連続でのINTとなり、これはNFL史上最長タイ記録となった。続くAFCチャンピオンシップゲームのサンディエゴ・チャージャーズ戦ではINTは奪えず記録更新はならなかったが、チームはディフェンス陣がチャージャーズにTDを許さず21-12で勝利した。迎えた第42回スーパーボウルでは1972年にマイアミ・ドルフィンズが達成して以来のパーフェクトシーズン達成が懸かるなかニューヨーク・ジャイアンツと対戦した。試合はペイトリオッツ優位と思われていたが、ジャイアンツのディフェンス陣がブレイディに5つのサックを浴びせるなどペイトリオッツオフェンスを苦しめると、ペイトリオッツディフェンスもベテラン勢を中心にジャイアンツオフェンスを押さえこみ、試合はロースコアゲームとなる。ハリソンは両チームトップとなる11タックルを記録する活躍を見せたが、14-10とリードして迎えた第4Q終盤のジャイアンツのドライブではWRデイビッド・タイリーにNFL史上に残るスーパーキャッチを許してしまい、このプレーを経たあとQBイーライ・マニングがWRプラスシコ・バレスに逆転のタッチダウンを決めペイトリオッツは17-14で敗れた。

### 2008年シーズンと引退
契約最終年であった2008年シーズンは開幕戦のカンザスシティー・チーフス戦でQBトム・ブレイディがシーズン絶望となる怪我を負ってしまう。ハリソンはこの試合で14タックルを記録し勝利に貢献したが、3勝2敗で迎えた第7週のデンバー・ブロンコス戦で大腿四頭筋を損傷してしまい、ホームの観客から大歓声を浴びる中カートに運ばれフィールドを後にした。ブレイディとハリソンに加えRBローレンス・マロニー、LBアデリアス・トーマスなど主力が相次いでシーズン絶望となるなど怪我人に悩まされたチームは、ブレイディ離脱後先発QBを任されたマット・キャセルの活躍もあり11勝5敗と好成績を収めるが惜しくもプレーオフ進出はならなかった。
2009年1月3日に引退を表明し、また引退後はNBCで元コルツのヘッドコーチであるトニー・ダンジーと共にフットボール解説者を務めることを発表した。ペイトリオッツのHCビル・ベリチックは「今まで指導した中で最高の選手の一人だ」と述べ、ペイトリオッツのCEOであるロバート・クラフトやテディー・ブルースキらチームメイトも称賛のコメントを送った。

## 選手としての評価

### 評価と実績
2度のプロボウルと3度のオールプロ選出に加え、所属したサンディエゴ・チャージャーズとニューイングランド・ペイトリオッツの双方から高い評価を受けている。サンディエゴ・チャージャーズ時代は4度チームの年間最優秀ディフェンダーに選ばれたほか、2009年に発表された「サンディエゴ・チャージャーズ50周年アニバーサリー・チーム」にも選出されている。ニューイングランド・ペイトリオッツからは「2000年代オール・ディケイド・チーム」に選出されたほか、2009年に発表された「ニューイングランド・ペイトリオッツ50周年アニバーサリー・チーム」にも選出されている。リーグ屈指のハードヒッターとしても知られ、2007年にスポーツ・イラストレイテッドが発表した「NFLトップ10ハードヒッター」"Top 10 Hitters in the NFL"では第7位に選出された。
キャリア30.5サックはディフェンス・バックとしてはNFL史上最多記録で、キャリア通算30回以上のサックとINTをそれぞれ記録したNFL史上初のプレイヤーである。また1シーズン間にINT、ファンブルリカバー、キックオフリターンでそれぞれTDを決めた（1997年シーズン）NFL史上初のプレイヤーでもある。

### ダーティー・プレイヤー
2002年のオークランド・レイダース戦でWRジェリー・ライスへ非常に危険なヘルメットでのタックルを浴びせ約11万ドルの罰金と1試合の出場停止処分を受けるなど、危険なプレーでキャリアを通じて計20万ドル以上の罰金を課された。スポーツ・イラストレイテッドが行った調査では3年間で2度にわたりリーグで最もダーティーな選手に選ばれている。2006年度の調査では361人の現役NFLプレイヤーによる投票の結果、2位以下を大きく引き離す23％の得票率で最もダーティーな選手に選ばれた。2008年にESPNが現役NFLヘッドコーチ32人を対象に行った調査では、回答した18人中11人のHCが最もダーティーな選手にハリソンを選んだ。
ハリソン引退後の2009年度にスポーツ・イラストレイテッドが行った調査ではピッツバーグ・スティーラーズのWRハインズ・ウォードがリーグで最もダーティーな選手に選ばれたが（現役選手を対象とした調査にもかかわらずハリソンも3票を得ている）この結果に対しハリソンは「ハインズはオフェンスのロドニー・ハリソンだ。」と話し、ウォードはダーティーな選手ではないと述べた。この際ダーティーな選手としてケビン・マワイを挙げ、またマワイが活躍したテネシー・タイタンズについてもダーティーなチームであると話した。この発言を受けたマワイは「もしロドニー・ハリソンが誰かのことをダーティーだと非難したいのなら、自分の16年のキャリアを見てみることだと伝えるよ。」と話すなどして反論している。
このようにメディアや相手選手たちから幾度にわたり「ダーティー・プレイヤー」と評されたハリソンだが、本人は「多くの人が俺のことをダーティーな選手と呼ぶが、俺は情熱的なプレイヤーだ。これはバレーボールじゃない。激しく、フィジカルなスポーツなんだ。誰かの口にタックルを見舞ったら、そいつと友達にはなれないだろう。それがフットボールというものなんだ。」と語るなど、自分はダーティーな選手ではないと主張している。

### 評価に対しての不満
引退後の2009年に自身の殿堂入りの可能性について「ほぼないだろう。リーグがどういう目で俺を見たきたかを考えればいい。俺のスタッツを、一選手そしてチームメイトとしての俺のインパクトをずっと無視してきたんだ。ネガティブなことを中心にしてね。」と話し、またキャリア15年間でのプロボウル選出経験が2度であることに触れ「プロボウルはまったくもって冗談だ。」と不満を表した。この際に自分とほぼ同じ世代に活躍したSジョン・リンチを話題に上げ、「君はジョン・リンチが好きだってことだ。リンチが8~9回のプロボウラーで俺が2回？」と皮肉たっぷりに話している。続けてハリソンは「俺のスタッツを見ろ。インターセプトを、タックルを、試合でのインパクトを、すべてをだ。それは君になんて伝えている？だが聞いてくれ、なぜなら俺はロドニー・ハリソンだからさ。みんな俺に『ダーティー・プレイヤー』の烙印を押したいんだ。だれも俺に投票しないだろう。だがもし君が自分たちのチームにロドニー・ハリソンが欲しいかと尋ねれば、イエスなのさ。」「数字を見ればわかることだ。俺のインパクトはそこにある。」と語っている。